# James Guthrie (peintre)
Pour les articles homonymes, voir James Guthrie et Guthrie.
James T. Guthrie, né le 10 juin 1859 et mort le 6 septembre 1930 est un peintre écossais, connu de son vivant pour ses portraits, plus généralement considéré aujourd'hui comme un peintre du réalisme écossais.

## Biographie

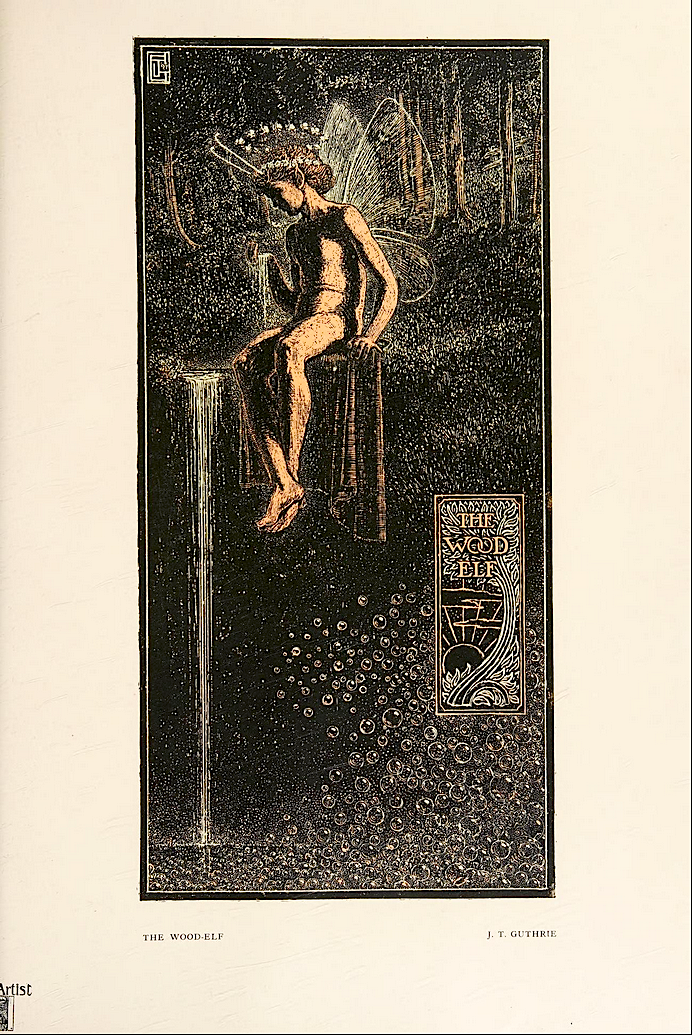
The Wood-Elf (1898), gravure publiée dans The Artist.

Guthrie est né à Greenock. Il est le plus jeune fils du révérend John Guthrie, pasteur de l'église écossaise évangélique, et de Anne Orr. Inscrit à l'université de Glasgow pour étudier le droit, il abandonne ses études pour s'adonner à la peinture dès 1877. Autodidacte, il a toutefois travaillé sur une courte période avec James Drummond à Glasgow, puis John Pettie à Londres.
Il vit la plupart du temps dans les Scottish Borders, plus précisément à Cockburnspath (Berwickshire). Il est très influencé par les réalistes français, en particulier Jules Bastien-Lepage, et est associé au Glasgow Boys.
Il est élu membre associé de la Royal Scottish Academy en 1888, et membre à part entière en 1892. En 1902, il succède à George Reid en tant que président de cette Institution.

## Œuvre

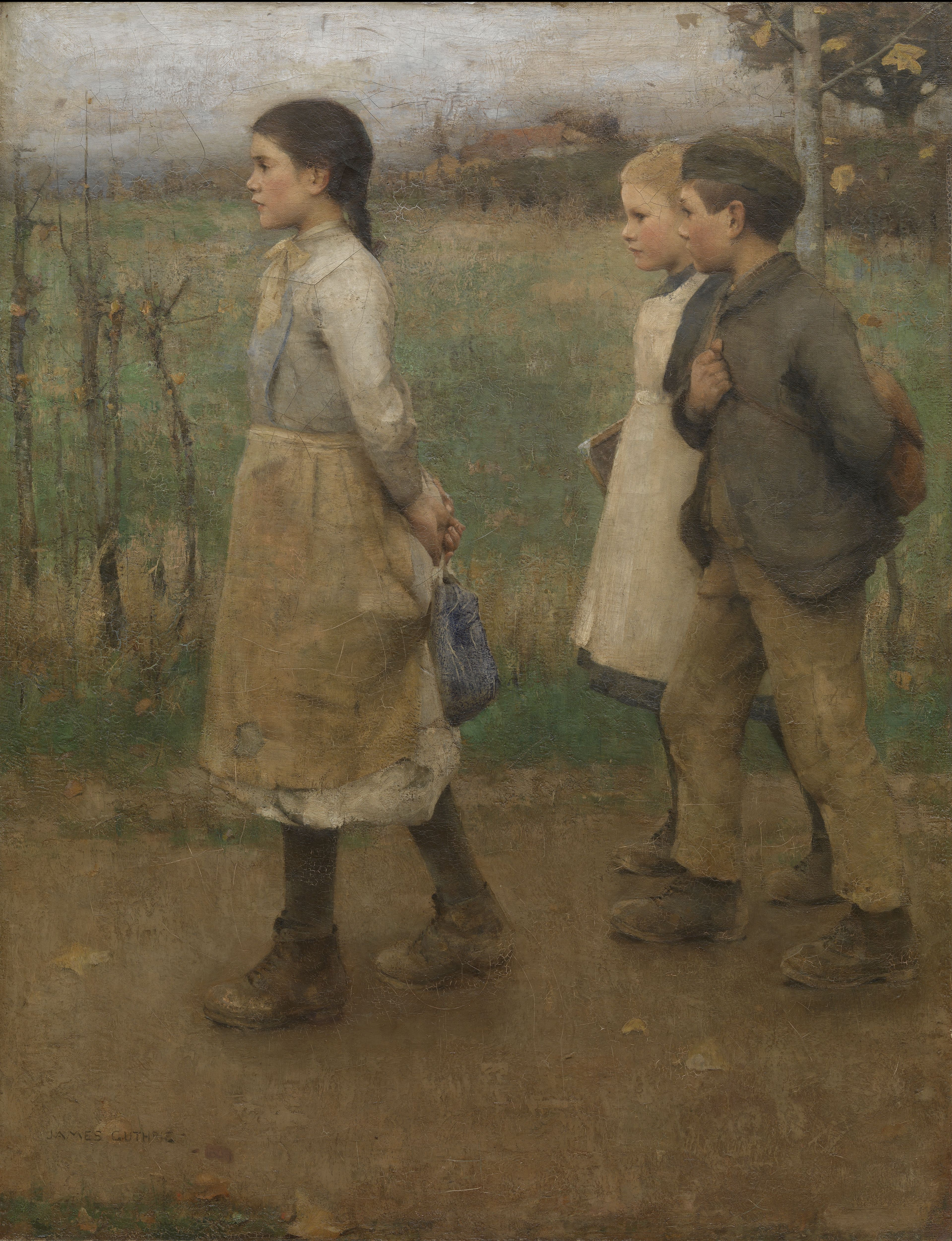
Ecoliers, vers 1884
Musée des Beaux-Arts de Gand

- Ecoliers,  vers 1884, huile sur toile, 118 × 92 cm, Musée des Beaux-Arts de Gand[2]